# Xiao Shuxian
Xiao Shuxian (chinesisch 萧淑娴, Pinyin Xiāo Shūxián, W.-G. Hsiao Shu-hsien, auch Scherchen, Shusien oder Scherchen-Xiao, Shusien; geboren am 9. April 1905 in Tianjin, Kaiserreich China; gestorben am 26. November 1991 in Peking, Volksrepublik China) war eine chinesische Komponistin, Musikpädagogin und Hochschullehrerin.

## Leben
Xiao Shuxian wuchs in Tianjin als Tochter einer kulturell geprägten Familie auf. Sie absolvierte ab 1924 eine Musikausbildung an der Pädagogischen Frauenuniversität Peking u. a. bei ihrem Onkel, dem Komponisten Xiao Youmei (1884–1940), und dem Pipa-Lehrer Liu Tianhua. Für kurze Zeit unterrichtete sie ab 1928 selbst Klavier am Konservatorium Shanghai. 1930 ging sie nach Belgien ans Königliche Konservatorium Brüssel. Ausgezeichnet mit drei Preisen, schloss sie ihr Studium in den Fächern Klavier und Komposition dort 1935 ab.
1936 heiratete sie den Dirigenten Hermann Scherchen, den sie in Brüssel kennengelernt hatte. Sie zog in die Schweiz, wohin Scherchen nach der Machtergreifung der Nationalsozialisten emigriert war. Die gemeinsame Tochter Tona Scherchen (auch Tona Scherchen-Hsiao) wurde 1938 in Neuchâtel geboren. Xiao Shuxian lebte insgesamt 14 Jahre bis zur Trennung von ihrem Mann 1950 in der Schweiz, die Ehe wurde 1954 geschieden. In ihren Schweizer Jahren durfte sie aus juristischen Gründen keine feste Anstellung annehmen. Dennoch war sie, wenngleich im Schatten ihres berühmten Ehegatten, als Komponistin tätig, hielt Vorträge und veröffentlichte Schriften über die chinesische Kultur. Sie komponierte u. a. eine Chinese Children's Suite (1938) für Gesang und Klavier. Es folgte 1941 die Sinfonische Suite Huainian Zuguo für Orchester (A Commemoration of My Homeland). Die beiden Werke zählen zu den ersten, die von einer chinesischen Komponistin im Westen bekannt wurden.
Xiao kehrte 1950 mit drei Kindern nach China zurück, um an der Entwicklung ihres Herkunftslands mitzuarbeiten und um eine eigenständige musikalische Karriere aufzubauen. Sie unterrichtete dort Komposition am späteren Zentralen Musikkonservatorium, zunächst in Tianjin, ab 1958 in Peking, und an der Yenching-Akademie der Peking-Universität. Am Konservatorium lehrte sie, unterbrochen von Jahren der Verfolgung und Krankheit während der Kulturrevolution, bis zu ihrem Ruhestand. Mit ihrer Kenntnis westlicher Musik übte sie auf nachfolgende Generationen von Komponierenden in China einen großen Einfluss aus. 1989 ehrte das Konservatorium sie mit einem ausschließlich ihren Werken gewidmeten Konzert.
Sie starb Ende November 1991 in Peking. Ihre gesammelten Werke wurden posthum 1992 veröffentlicht.

## Schaffen
Ihr kompositorisches Werk umfasst Orchesterwerke, Kammer-, Klavier-, Chor- und Vokalmusik, darunter etliche Lieder für Stimme und Klavier. Stilistisch versuchte sie, Material aus chinesischen Volksmelodien mit Techniken der westlichen Musik zu verbinden. In einer Besprechung ihrer Orchestersuite (1941), aufgeführt bei den Tagen moderner Musik in Tübingen 1946, schreibt Otto Weinreich: „[...] östliche[s] Folklore und westliches Raffinement ergaben eine aparte Mischung“. Werke wie die Sonatina für Klavier werden dem Neoklassizismus zugeordnet.
Zu ihren frühen musikologischen Schriften zählt u. a. die Abhandlung La chanson populaire chinoise (1947). Als Lehrende am Zentralen Musikkonservatorium Peking übertrug sie auch wichtige musikwissenschaftliche Publikationen aus Europa ins Chinesische. So übersetzte sie 1979 Ernő Lendvais Schrift über Form und Harmonik bei Béla Bartók und 1986 Charles Koechlins Précis des règles du contrepoint.

## Aufnahmen
Zu den raren Aufnahmen ihrer Werke zählt eine Einspielung ihrer 1941 entstandenen Orchester-Suite nach eigenen Kompositionen und chinesischen Volksmelodien, u. a. mit den Sätzen Gedanke an Li Tai Pe, Tempelhymne des Konfuzius, Wiegenlied, Gesang des Einsamen und Ewiges China (Siegesmarsch). Sie erschien unter dem Titel Chinesische Traumbilder in der Reihe His Master’s Voice bei der Gramophone Company in den 1940er Jahren auf Schellackplatten, eingespielt vom Stadtorchester Winterthur unter Xiaos Ehemann Hermann Scherchen.

## Anmerkung
1. ↑  Andere Quellen nennen den 4. April 1904 oder den 4. April 1905 als Geburtsdatum.